# لويز بويد ديل
كانت لويز بويد ديل (30 مارس 1913 - 15 ديسمبر 1967)، هاوية طوابع من الطراز الأول، وابنة زميلها ألفريد ف. ليختنشتاين.
وُلدت في مدينة نيويورك، ونشأت كجامعة طوابع منذ صغرها وسط مجموعات والدها النادرة وأصدقائهِ البارزين في مجال هواة جمع الطوابع، وأصبحت هي نفسها جامعة طوابع مرموقة وشخصية بارزة في هذا المجال.
حتى أوائل القرن العشرين، كان يُنظر إلى البحث الجاد في مجال هواة جمع الطوابع وجمعها على أنه مجال "للرجال فقط". وقد برزت لويز بويد ديل في كسر هذا القالب الثقافي، وترسيخ مكانة المرأة في عالم هواة جمع الطوابع. وأصبحت أول امرأة تشغل منصباً كان حكرًا على الرجال.

## هواية جمع الطوابع
كانت لويز ديل مسؤولة عن تكوين عدد من مجموعات الطوابع القيّمة، بعضها مستوحى من مجموعات والدها، ألفريد ليختنشتاين. كانت إحدى مجموعاتها الرئيسية هي مجموعة طوابع البريد البريطانية لقارتي إفريقيا وآسيا. وشملت بعض مقتنياتها الأخرى من الطوابع قطعًا نادرة جدًا، مثل أزواج غير مثقوبة من إعادة طباعة حكومة عام 1875 لإصدار عام 1857 للولايات المتحدة، وإصدارات بوردو الفرنسية.
بعد أن ورثت مجموعة طوابع ألفريد ليختنشتاين، ومع مرور السنين والعقود، اختفى زوج "باركيتوس" من بوينس آيرس، ولم يُعرض في سلسلة مزادات ديل-ليختنشتاين العلنية التي أقامتها شركة إتش. آر. هارمر. بعد بيع آخر قطعة من مجموعة ديل-ليختنشتاين، ضاع أي أمل في بقاء زوج "تيت-بيشي".

## المساهمات الطوابعية
انضمت ديل إلى نادي هواة جمع الطوابع في نيويورك عام 1031، وخدمت النادي في مناصب مختلفة. شغلت منصب أمينة النادي من عام 1955 إلى عام 1967.
في مؤسسة هواة جمع الطوابع، ترأست مجلس الإدارة ولجنة الخبراء من عام 1953 إلى عام 1967. وخلال عملها مع مؤسسة هواة جمع الطوابع، واصلت بناء مكتبة المؤسسة المرجعية ومجموعة مراجعها.

## الأوسمة والجوائز
كُرِّمت لويز بويد ديل لخدمتها في مجال هواية جمع الطوابع بطرقٍ متعددة. ومنها الآتي:
- أول امرأة تُحكم في معرض دولي لهواة جمع الطوابع (FIPEX).
- أول امرأة تُوقّع على رابطة هواة جمع الطوابع المتميزين عام 1956.
- عُيِّنت عضوًا في لجنة تحكيم معرض لندن الدولي للطوابع عام 1960.
- مُنحت ميدالية ليختنشتاين عام 1962.
- أُدرج اسمها في قاعة مشاهير الجمعية الأمريكية لهواة جمع الطوابع عام 1968.

## حياتها العائلية
تزوجت لويز بويد ليختنشتاين من جون ديني ديل (16 مايو 1916 - 20 أبريل 1993). عاشا في نيو كانان، كونيتيكت، وريد بانك، بولاية نيوجيرسي. ورُزقا بطفلين: آن بويد ديل (من مواليد 4 يناير 1941)، وجون ديني ديل الابن (من مواليد 23 أكتوبر 1947).